# 陳瑀
陳 瑀（ちん う、生没年不詳）は、中国後漢末期の武将・政治家。字は公瑋。本貫は徐州下邳国淮浦県（現在の江蘇省淮安市漣水県）。父は霊帝期に司空や太尉に昇った陳球。

## 生涯
孝廉に挙げられ、公府に招聘され、洛陽の市場の長官を務めた。太尉の府にも招聘されたが、赴かなかった。永漢元年（189年）には議郎に任じられた。
揚州刺史の陳温が死亡すると、袁術によって陳瑀が後任の刺史に立てられる。しかし初平4年（193年）、曹操によって撃ち破られた袁術が敗走してくると、陳瑀はその受け入れを拒絶した。改めて兵を糾合した袁術から攻撃を受けると、陳瑀は弟の陳琮を派遣して和睦を申し出たが拒否され、恐懼して下邳へと逃走した。
その後は行呉郡太守・安東将軍の官に就き、広陵郡海西県に駐屯していた。建安2年（197年）、孫策・呂布と共同して袁術を討伐するよう、朝廷から詔勅が下される。この共同作戦の矢先、陳瑀は豪族の祖郎・焦已・厳白虎らと内応し、孫策の勢力の襲撃を図る。しかし計画は露呈し、陳瑀は孫策配下の呂範・徐逸の攻撃を受けて大破。大将の陳牧が梟首された。
陳瑀は単騎で、冀州の袁紹の下へ逃れた後、涿郡故安県の都尉に任じられた。